# Gotta Be Somebody
Gotta Be Somebody – ballada rockowa kanadyjskiego zespołu Nickelback wydana jako pierwszy singel, który promował szóstą studyjną płytę Dark Horse wydaną w 2008 roku. Początkowo pierwszym singlem z płyty miał być utwór „If Today Was Your Last Day”, jednak w ostatniej chwili został zmieniony na „Gotta Be Somebody”. Utwór miał premierę w internecie 29 września; został zamieszczony na oficjalnej stronie zespołu w formacie mp3 na okres 24 godzin. Miesiąc później singel ukazał się w Niemczech, a 10 listopada premierę miał w Wielkiej Brytanii. Na stronie B singla znalazł się cover Eltona Johna, „Saturday Night’s Alright (For Fighting)” wykonany przez zespół Nickelback z Kid Rockiem, oraz Dimebagiem Darrellem. Utwór znalazł się na limitowanej edycji albumu „The Long Road” z 2003 roku. Utwór trwa 4 minuty i 13 sekund i jest trzecim co do długości utworem na płycie. Dłuższe są tylko: „I’d Come for You” (4:22) oraz „This Afternoon” (4:34).

## Znaczenie tekstu
Słowa utworu opowiadają o tym że nikt nie powinien być sam, każdy powinien mieć swą drugą połówkę. Autorem tekstu do utworu jest wokalista grupy Chad Kroeger. Utwór utrzymany jest w lżejszym rockowym brzmieniu, z nieco mocniejszymi refrenami. Miksem utworu zajął się współproducent krążka Joe Moi.

## Pozycje na listach
Utwór zadebiutował na 1. miejscu na liście American iTunes Rock Chart oraz na 3 w zestawieniu Top Selling Songs. Singel zadebiutował na 10. miejscu na liście Billboard Hot 100 18 października 2008 roku. W pierwszym tygodniu, utwór był pobierany z internetu 127.000 razy, co pozwoliło mu na zajęcie 6. miejsca na liście Hot Digital Songs. Utwór zadebiutował także na 14. miejscu na amerykańskiej liście Mainstream Rock Tracks, i dotarł najwyżej do 9 pozycji. „Gotta Be Somebody” zadebiutowało także na 22 pozycji na liście Modern Rock Tracks, i dotarło najwyżej do 10 pozycji. Utwór swój debiut zaliczył także na 19 pozycji na liście Hot Adult Top 40 Tracks, gdzie dotarł do 4. miejsca. W ojczystej Kanadzie utwór dotarł do 4. miejsca na liście Canadian Hot 100.
Utwór zadebiutował także na 19 pozycji w zestawieniu singli w Australii (ARIA Charts) i dotarł tam do miejsca 14. W Niemczech utwór zadebiutował na wysokiej 6 pozycji. W Wielkiej Brytanii piosenka zadebiutowała na 26 pozycji. Teledysk z utworem został użyty w 2008 roku do World Wrestling Entertainment.
W roku 2009 utwór otrzymał nominację do nagrody muzycznej przemysłu kanadyjskiego Juno Awards w kategorii „Single of the Year”. W tym samym roku teledysk do utworu został nagrodzony statuetką „MuchMusic Video Awards” w kategorii „Video of the Year”. Wcześniej statuetkę te zdobyły także 3 inne teledyski grupy, „Too Bad”, „Photograph” oraz „Far Away”. Poza tym teledysk zdobył także 2 statuetki w kategorii „Best Rock Video” oraz „Best Post Production”.

## Promocja
Zespół piosenkę tę wykonał po raz pierwszy podczas minikoncertu, który odbył się w niedzielę 12 października w hali sportowej Kia Forum w Inglewood, Kalifornia. Zespół wykonał tam jeszcze 5 innych piosenek. Koncert ten został wyemitowany w telewizji.
Setlista:
- „Gotta Be Somebody”
- „Animals”
- „Someday”
- „Too Bad”
- „Rockstar”
- „Figured You Out”

## Teledysk
W październiku 2008 roku poinformowano, że teledysk nagrany wraz z reżyserem Jessy’em Terrero nie spełnia oczekiwań zespołu i nie podoba mu się. Dlatego odstąpiono od promocji tego teledysku, i zespół powrócił do współpracy z Nigelem Dickiem, z którym zrealizował nowy teledysk. Teledysk kręcony był 9 listopada 2008 roku, a jego oficjalna premiera odbyła się w poniedziałek 15 grudnia 2008 roku.
Teledysk „Gotta Be Somebody” rozpoczyna się sceną przestrzeni kosmicznej, pokazującej różne planety przed robieniem najazdu na Ziemię. Następnie jest ukazany zespół, który gra w koloseum w Rzymie, które jest puste. Podczas śpiewania refrenu utworu ukazane jest ujęcie trzęsienia Ziemi, które powoduje pęknięcie. W
następnym ujęciu zespół gra na moście Brooklińskim w Nowym Jorku. W finałowych ujęciach zespół powraca do koloseum, tym razem grając już przed tłumem ludzi. Teledysk kończy się ujęciami przestrzeni kosmicznej, tak jak na początku teledysku.

## Cover utworu
Wokalista muzyki country Bucky Covington nagrał cover tego utworu, który ukazał się na singlu w dniu 19 października 2009 roku. Singel promuje drugą studyjną płytę artysty, pt. „I’m Alright”. Utwór zadebiutował na 58 pozycji zestawienia Billboard Hot Country Songs. Do utworu został także nakręcony teledysk w reżyserii Devina Pense, którego premiera miała miejsce 26 października 2009 roku w kanale Country Music Television.

## Lista utworów na singlu
Single CD
| Nr. |  | Tytuł                                                                      | Tekst        | Muzyka        | Długość |
| --- |  | -------------------------------------------------------------------------- | ------------ | ------------- | ------- |
| 1.  |  | „Gotta Be Somebody” (Edit Version)                                         | Chad Kroeger | Nickelback    | 3:59    |
| 2.  |  | „Saturday Night’s Alright (For Fighting)” feat. Kid Rock & Dimebag Darrell | Elton John   | Bernie Taupin | 3:43    |
|     |  |                                                                            |              |               |         |

## Twórcy
Nickelback
- Chad Kroeger – śpiew, gitara rytmiczna, produkcja
- Ryan Peake – gitara prowadząca, wokal wspierający
- Mike Kroeger – gitara basowa
- Daniel Adair – perkusja, wokal wspierający

Produkcja
- Nagrywany: marzec – sierpień 2008 roku w „Mountain View Studios” (Abbotsford) Vancouver, Kolumbia Brytyjska
- Produkcja: Robert Lange, Chad Kroeger, Joe Moi
- Miks utworu: Jos Moi w „Mountain View Studios” w Abbotsford
- Inżynier dźwięku: Robert Lange oraz Joe Moi
- Asystent inżyniera dźwięku: Zach Blackstone
- Mastering: Ted Jensen w „Sterling Sound”
- Operator w studiu: Bradley Kind
- Obróbka cyfrowa: Olle Romo oraz Scott Cooke
- Zdjęcia: Chapman Baehler
- Projekt i wykonanie okładki: Jeff Chenault & Eleven 07
- A&R: Ron Burman

Pozostali
- Szef studia: Jason Perry
- Management: Bryan Coleman z Union Entertainment Group
- Pomysł okładki: Nickelback
- Aranżacja: Chad Kroeger, Ryan Peake, Mike Kroeger, Daniel Adair
- Tekst piosenki: Chad Kroeger
- Wytwórnia: Roadrunner Records

## Notowania
Nickelback version
| Lista (2008)                                     | Najwyższa pozycja |
| ------------------------------------------------ | ----------------- |
| Australian Singles Chart                         | 14                |
| Belgian Singles Chart                            | 46                |
| Canadian Hot 100                                 | 4                 |
| Dutch Singles Chart                              | 18                |
| German Singles Chart                             | 6                 |
| Japan Hot 100                                    | 36                |
| New Zealand Singles Chart                        | 24                |
| Swedish Singles Chart                            | 6                 |
| UK Singles Chart                                 | 20                |
| U.S. Billboard Hot 100                           | 10                |
| U.S. Billboard Hot Adult Contemporary Recurrents | 18                |
| U.S. Billboard Hot Adult Top 40 Tracks           | 1                 |
| U.S. Billboard Hot Mainstream Rock Tracks        | 9                 |
| U.S. Billboard Hot Modern Rock Tracks            | 10                |
| U.S. Billboard Pop 100                           | 16                |
| U.S. Billboard Adult Pop Songs                   | 1                 |
| U.S. Billboard Digital Songs                     | 6                 |
| Japan Hot 100                                    | 36                |
| AOL Video                                        | 12                |
| Slovak Airplay Chart                             | 14                |

Bucky Covington version
| Lista (2009)                     | Najwyższa pozycja |
| -------------------------------- | ----------------- |
| U.S. Billboard Hot Country Songs | 51                |

## Wydania singla
| Kontynent/Państwo | Wydawca    | Data wydania         | Wersja    |
| ----------------- | ---------- | -------------------- | --------- |
| Stany Zjednoczone | EMI        | 29 września 2008     | single CD |
| Australia         | EMI        | 1 października 2008  | single CD |
| Polska            | Metal Mind | 4 października 2008  | single CD |
| Niemcy            | Roadrunner | 31 października 2008 | single CD |
| Wielka Brytania   | Roadrunner | 31 października 2008 | single CD |